# Moussey (Vosges)
Moussey ist eine französische Gemeinde im Département Vosges in der Region Grand Est (bis 2015 Lothringen). Sie gehört zum Arrondissement Saint-Dié-des-Vosges und zum Kanton Raon-l’Étape. Die Bewohner nennen sich Mousséen(ne)s.
Die Nachbargemeinden sind Allarmont im Norden, Vexaincourt im Nordosten, Grandfontaine im Osten, Le Saulcy im Südosten, Le Mont im Süden, La Petite-Raon im Südwesten und Celles-sur-Plaine im Nordwesten.

## Geschichte
Während des Zweiten Weltkrieges war Moussey der Endpunkt der Fluchtroute Sentier des Passeurs von Schirmeck über Salm (Col  du Hantz) nach Moussey. Franzosen, die aus dem besetzten Elsass flohen, um dem Arbeitsdienst oder der Zwangsrekrutierung durch die Wehrmacht (Malgré-nous) zu entkommen, sowie reichsdeutsche Flüchtlinge wurden nach dem Übertritt ins besetzte Frankreich hier versteckt und für die Weiterreise mit Papieren versorgt.
Am 18. August 1944 fand eine deutsche Razzia statt, da zuvor bei der Bekämpfung der Operation Loyton eine Liste mit den Namen von Maquisards gefunden worden war. 54 männliche Einwohner wurden deportiert (nur wenige überlebten), drei britische Kommandosoldaten erschossen und einer gefangen genommen. Am 24. September 1944 wurde der Ort von Wehrmacht und Gestapo umstellt und 144 Männer wurden über das Sicherungslager Schirmeck ins KZ Dachau deportiert. Am 12. Oktober wurden vier Maquisards aus Senones in Moussey verhaftet und erschossen.

## Bevölkerungsentwicklung
| 1962 | 1968 | 1975 | 1982 | 1990 | 1999 | 2008 | 2013 |
| ---- | ---- | ---- | ---- | ---- | ---- | ---- | ---- |
| 1259 | 1130 | 1079 | 912  | 794  | 749  | 700  | 643  |

## Sehenswürdigkeiten

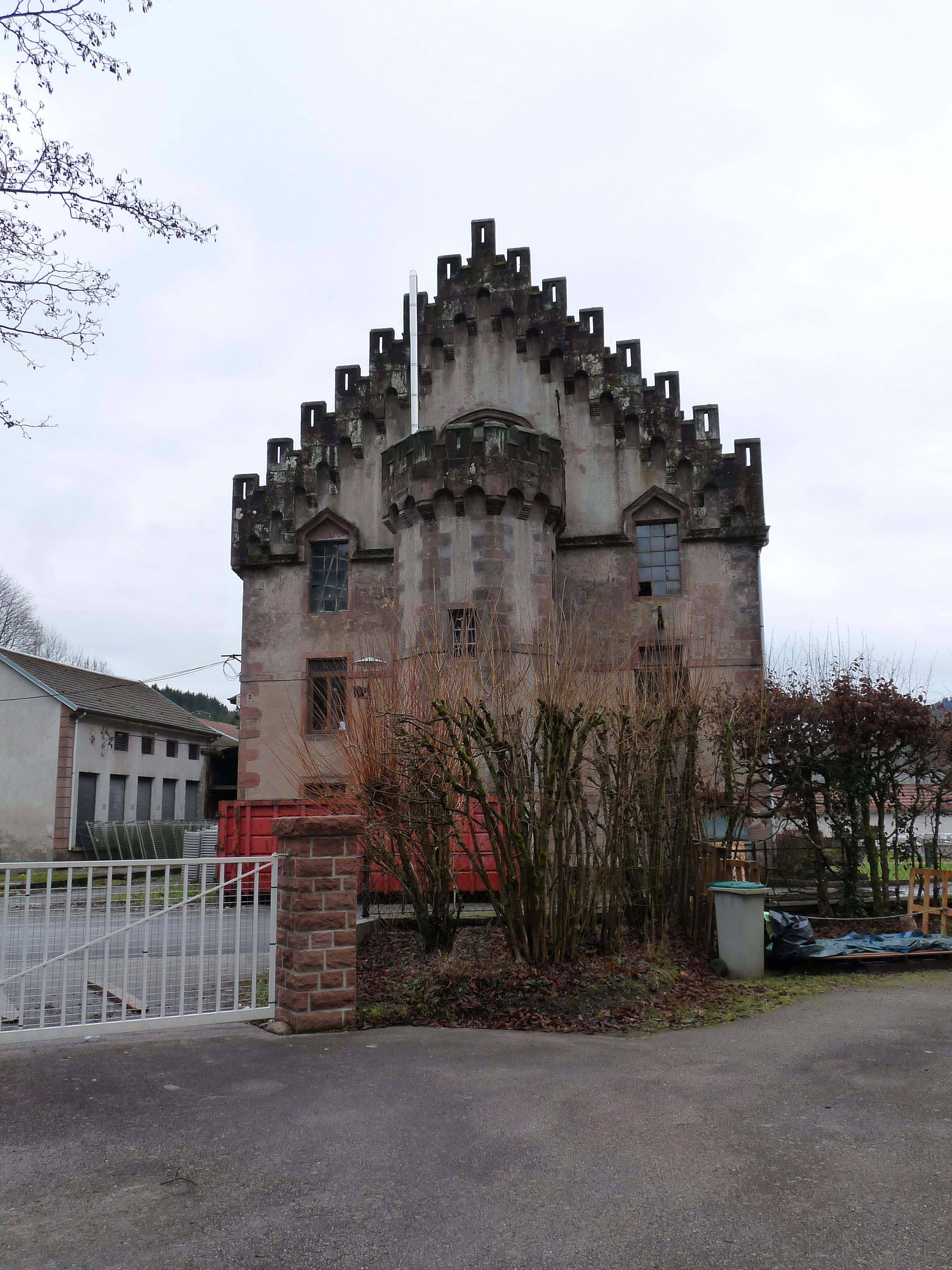
Ehemaliger Werkhof
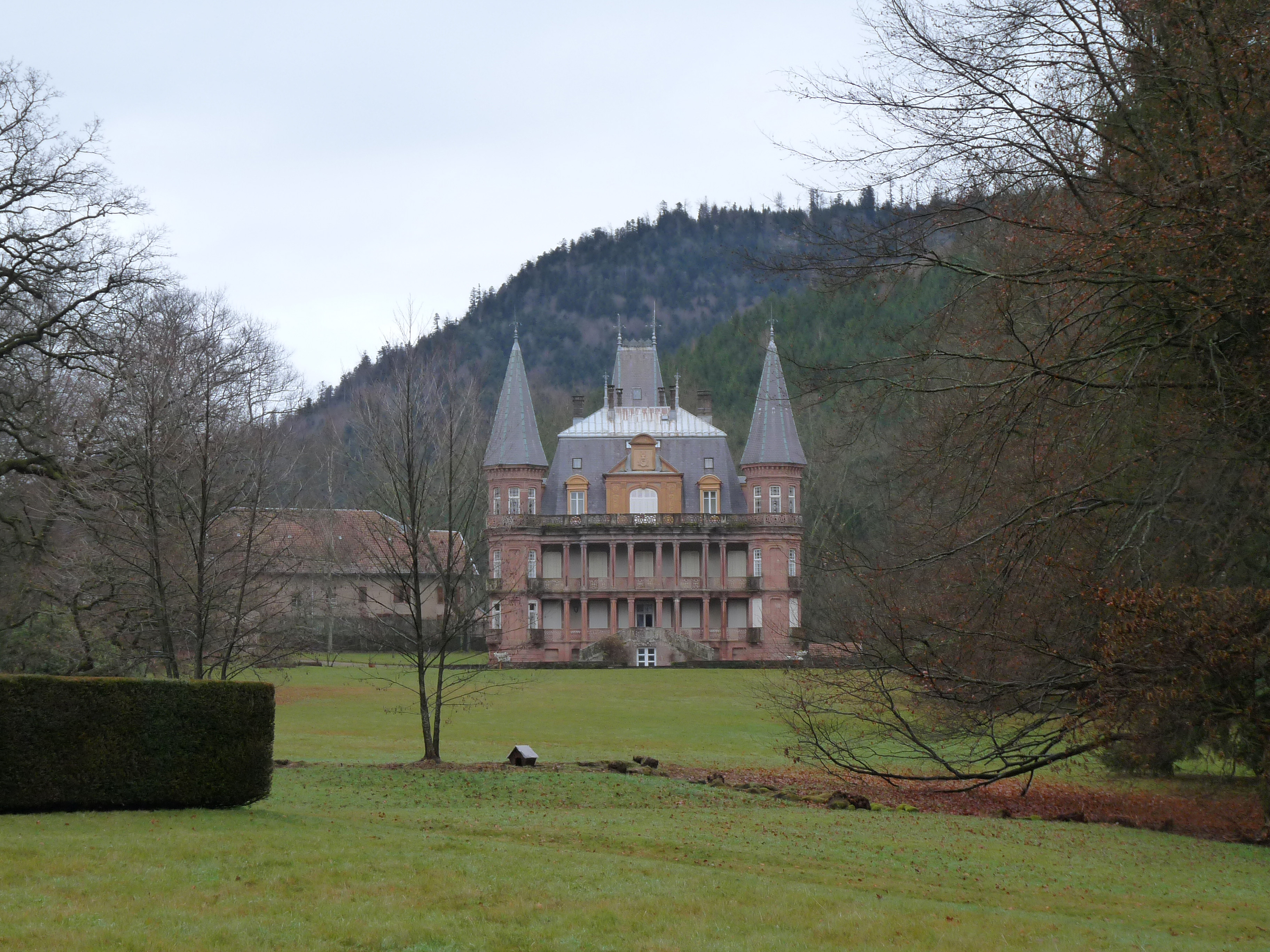
Schloss von Moussey
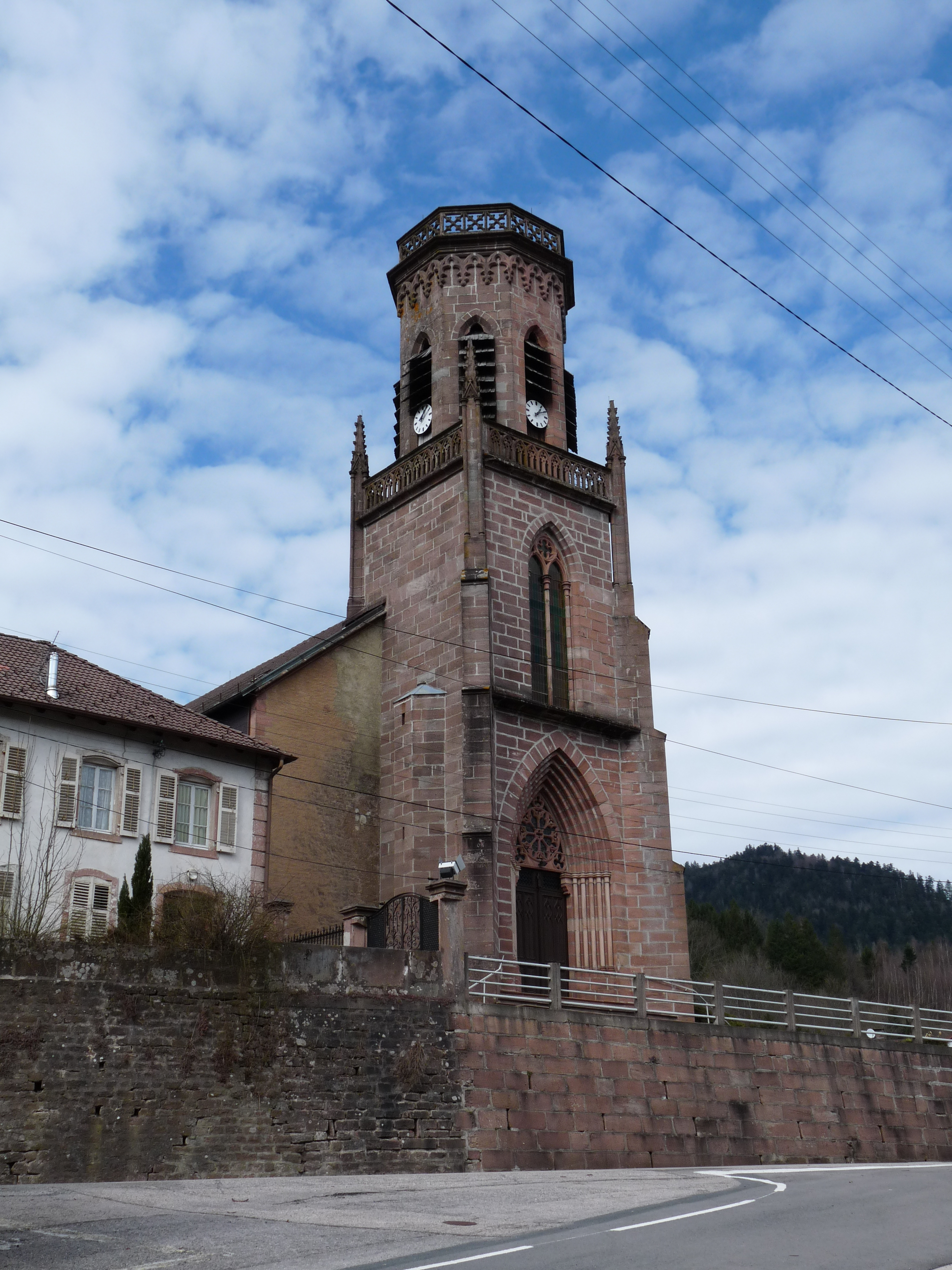
Kirche Saint-Valentin von Moussey

## Persönlichkeiten
- Marcel Herriot (1934–2017), Bischof von Soissons